# Luna Sea
LUNA SEA es una banda del Rock alternativo japonesa. Fue uno de los primeros grupos precursores del movimiento estético-musical Visual Kei junto a X Japan, Buck-Tick y Glay en atraer la atención del público masivo en su país, convirtiéndose en uno de los grupos más importantes del rock japonés. Formada en 1989 por Ryuichi Kawamura, Sugizo, Inoran, Jun "J" Onose y Shinya, la banda permaneció intacta hasta su separación en el año 2000.

## Historia

### Comienzos
Originalmente llamada "Lunacy", la banda se presentó por primera vez en vivo el 29 de mayo de 1989 en el Machida Play House en Kanagawa
 junto a otras bandas locales. En agosto del mismo año lanzaron su primer demo titulado "Lunacy" con un tiraje limitado a tan solo 100 copias, las cuales fueron todas vendidas. En diciembre lanzaron su segundo demo, "Shade", esta vez con un tiraje de 1000 copias, siendo también todas vendidas.
El 17 de diciembre se presentaron por primera vez solos en vivo en el ya mencionado Machida Play House atrayendo a aproximadamente 150 personas. El 10 de junio de 1989 volvieron a presentarse en el mismo lugar, esta vez con el nombre de "LUNA SEA", logrando atraer a 180 personas agotando por primera vez todas las entradas. En esta ocasión además entregaron gratuitamente a los asistentes su tercer demo, el cual contenía tan solo la canción "Lastly".
En los meses siguientes continuaron apareciendo en diversos escenarios de ciudades como Tokio y Osaka, aumentando cada vez más sus fanes, logrando ya por sí solos llenar locales de 800 personas.

### Extasy Records y disco debut
Es en una de éstas presentaciones donde son descubiertos por el difunto Hideto Matsumoto (popularmente conocido como "hide"), el entonces guitarrista de X Japan. Actualmente considerada como la banda precursora y más importante del Visual kei, por ese entonces X Japan ya tenía una sólida carrera musical en ascenso dándose el lujo de fichar bandas del medio para su sello Extasy Records, creado por Yoshiki, líder y baterista de X Japan. Este último incorporó a LUNA SEA como parte de "Extasy Records", lanzando el 21 de abril de 1991 el disco debut de la banda, titulado simplemente LUNA SEA. La primera edición del disco se agotó completamente a través de reservas previas.
Respaldados por el éxito, el 13 de junio del mismo año comienzan su primera gira nacional en solitario llamada "Under the New Moon Tour Episode I", la cual los llevó por 7 lugares atrayendo a aproximadamente 2800 personas en total. Al mes siguiente se realizaría una nueva gira nacional, "Under the New Moon Tour Episode II" conformada por 22 presentaciones las cuales sumadas consiguieron atraer a 3500 personas aproximadamente. Esta gira culminaría el 19 de septiembre de 1991 con un evento llamado "Under the New Moon Tour Episode II" FINAL, cuyos 1.250 asistentes agotaron las entradas.
El quinteto continuó cosechando éxitos un mes más tarde, cuando su tercera gira "Under the New Moon Tour Episode III" atrajo a 7000 personas en 13 apariciones en vivo. La presentación final de esta gira se llamó "Under the New Moon Tour Episode III" Final, la cual se llevó a cabo en dos días, con una asistencia de 2500 personas (entradas agotadas). Habiendo ya conseguido un más que amplio número de fieles seguidores, en enero de 1992 se creó el fanclub oficial de LUNA SEA, llamado SLAVE. Tras esto siguieron diversas presentaciones en vivo cuyas entradas fueron todas agotadas.

### El Éxito Continúa
Al igual que muchas bandas bajo el alero de Extasy Records, LUNA SEA pronto llamó la atención de las grandes disqueras, eventualmente consiguiendo un contrato con el sello MCA Victor. El segundo disco fue lanzado el 21 de mayo de 1992, con el nombre de IMAGE. Para apoyar la promoción del disco, a finales de mayo dieron comienzo a la gira "LUNA SEA CONCERT TOUR 1992 IMAGE OR REAL", que a mediados de julio continuó con el nombre de "LUNA SEA CONCERT TOUR 1992 IMAGE OR REAL encore tour east name 阪 special!" logrando una asistencia de 12.500 personas entre ambas giras.
El 29 de mayo de 1992 se lanza el primer video de la banda titulado IMAGE or REAL, grabado en el concierto "インディーズラストツアー 'DEAR SLAVES TOUR'" realizado en Shibuya Kokaido el 20 de marzo. El 27 de septiembre de ese mismo año inician la gira "LUNA SEA CONCERT TOUR 1992 AFTER the IMAGE" que los llevó por 13 lugares del país sumando aproximadamente 16.000 asistentes, mientras que el 31 de octubre participaron del evento "EXTASY SUMMIT 1992" junto a otras bandas que habían pasado por Extasy Records.
El 24 de febrero de 1993 lanzaron su primer sencillo BELIEVE que, junto a la gira "LUNA SEA CONCERT TOUR 1993 SEARCH FOR MY EDEN" realizada en abril, sirvió para promocionar su esperado tercer disco el cual fue lanzado finalmente bajo el nombre de EDEN el 21 de abril. El segundo sencillo vio la luz el 21 de julio, y se tituló IN MY DREAM (WITH SHIVER).
El resto del año continuaron en gira y dando varias presentaciones en vivo, hasta que el 16 de diciembre lanzaron el segundo VHS titulado SIN AFTER SIN". Dos días más tarde se embarcaron en la gira "LUNA SEA Concert Tour '93-'94 The Garden of Sinners" que los llevó por 19 lugares del país, atrayendo a 40.000 personas en total. El 26 de diciembre, en tanto, dieron una presentación secreta en el Shinjuku NISSIN POWER STATION llamada "month and sea".

El 12 de febrero de 1994 dieron una presentación adicional en el marco de su tour "LUNA SEA Concert Tour '93-'94 The garden of Sinners" en el Yokohama arena, frente a unas 12.000 personas. Su tercer sencillo, ROSIER, fue lanzado el 21 de julio del mismo año, convirtiéndose una de las canciones más conocidas de la banda. El 26 de octubre del mismo año lanzan su cuarto disco, MOTHER, el cual es considerado el disco más logrado de la banda.

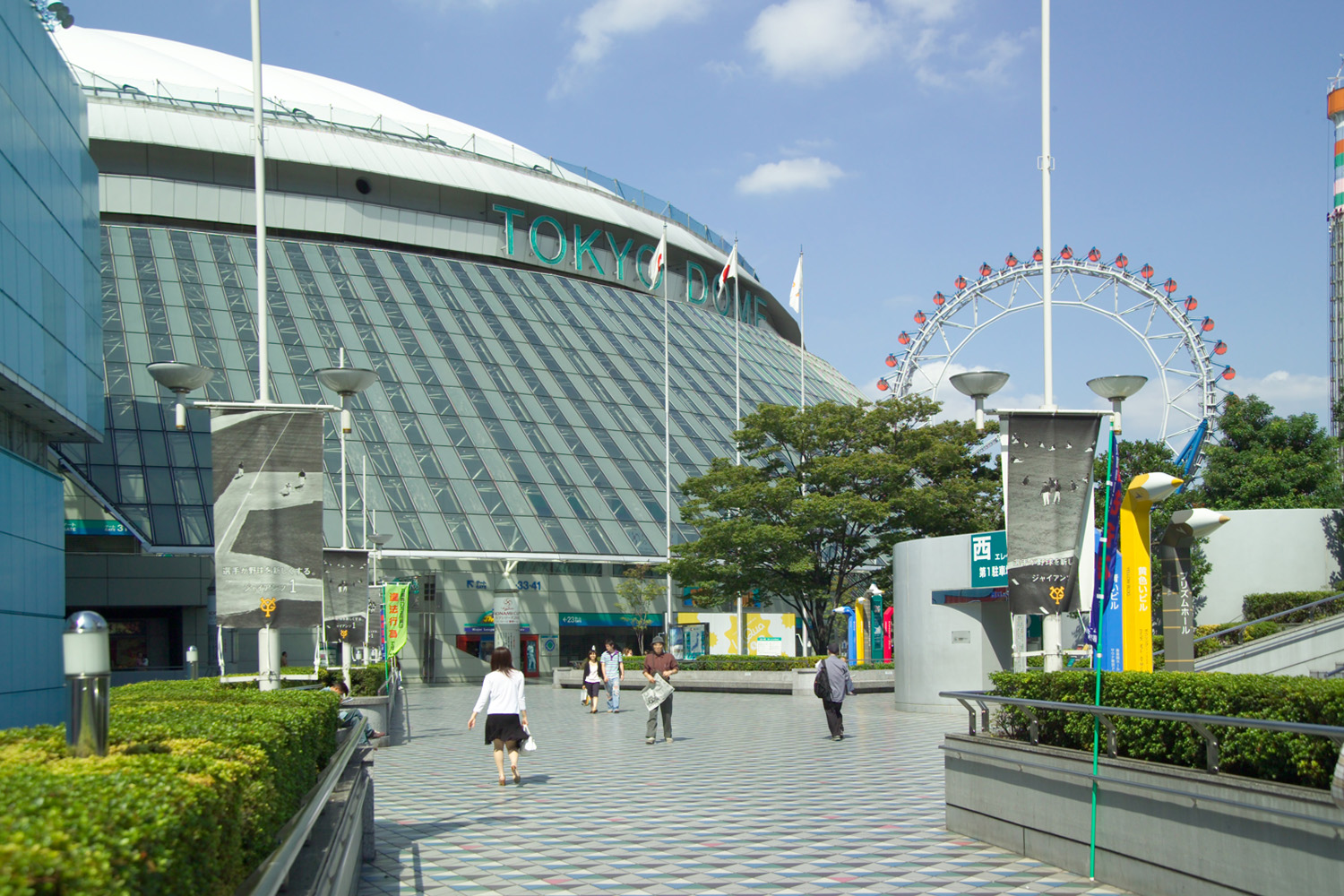
Tokyo Dome, escenario del concierto Lunatic Tokyo.

Si bien incluye la popular canción "ROSIER", el disco se caracterizó por tener un sonido mucho más introspectivo y profundo que sus precesores gracias a canciones como "Face to Face", "GENESIS OF MIND 〜夢の彼方へ〜" y la reflexiva "Mother", compuesta por Inoran.
La banda continuó presentándose en vivo durante el mes de diciembre, y el 22 de febrero de 1995 lanzaron el sencillo de Mother. El 17 de marzo comenzaron la gira nacional "LUNA SEA CONCERT TOUR 1995 MOTHER OF LOVE and MOTHER OF HATE" en la cual se presentaron en 27 lugares con una concurrencia de 63.000 personas. El 24 de mayo lanzaron el VHS Eclipse I, el cual era un compilado de los videos promocionales lanzados hasta el momento. Su sexto sencillo, Desire, fue lanzado el 21 de noviembre.
El 23 de diciembre de 1995 se presentaron por primera vez en el mayor lugar de conciertos de Japón, el Tokyo Dome. Aquí dieron uno de los conciertos más recordados de su historia, el Lunatic Tokyo, con el cual agotaron todas las entradas el mismo día gracias a los 50.000 asistentes.
El 25 de marzo de 1996 lanzaron su séptimo sencillo END OF SORROW, y el 22 de abril vio la luz su quinto disco STYLE el cual causó un grado consternación entre sus seguidores. Al contrario de MOTHER, STYLE se inclinaba más al rock alternativo, haciendo mayor uso de riffs pesados. Sin embargo, aún conservaron ciertas referencias de sus inicios como banda independiente, reflejadas especialmente en la canción In Silence. Esta canción fue compuesta por Sugizo, el eterno representante visual de la banda. Es en esta época además cuando la banda comienza a suavizar su imagen.
El 15 de julio lanzan el video "LUNATIC TOKYO - 1995 12 23 TOKYO DOME -" en conjunto con su octavo sencillo In Silence, el cual fue usado como canción de apertura para el programa de televisión "Chicago Hope" de TV Asahi. Al día siguiente comenzaron la gira nacional "LUNA SEA CONCERT TOUR 1996 UN ENDING STYLE" start, que incluyó 16 presentaciones en vivo atrayendo a 120.000 personas. El 20 de octubre continuaron la gira con el nombre de "UN ENDING STYLE ENCORE TOUR 1996 - TO RISE" , que los llevó por 28 lugares alcanzando un nivel de audiencia de 58.000 personas.
El 23 de diciembre de 1996 se presentaron en el Yokohama Stadium frente a 40.000 personas en el evento "UN ENDING STYLE TOUR FINAL Christmas field of STADIUM - the depth of winter - in Yokohama stadium". Desde este día la banda cesa sus actividades como tal, al haber decidido todos trabajar en sus proyectos en solitarios para reunirse en el futuro.
Para compensar la ausencia de la banda durante el año 1997, el 21 de mayo se lanzó el video [ REW - rewind - ] que recopiló diversos videos de conciertos pasados. El 17 de diciembre se lanzó un disco doble titulado SINGLES que además de compilar los sencillos lanzados hasta la fecha, incluyó los lados b de estos. En este mismo día en una conferencia de prensa en el Asaka BLITZ, la banda anunció su regreso.

### Cambio de Estilo
El año 1998 fue testigo del regreso de la banda que lanzó en el lapso de abril a julio lanzó los sencillos STORM, SHINE y I for you (la cual apareció en la serie de televisión "God, just a little more time" de Fuji Telecasting Co.). Las apariciones en los medios de la banda para promocionar los sencillos mencionados, evidenciaron un cambio de aspecto que ya había comenzado en la época de STYLE. El lanzamiento de los nuevos sencillos también fue prueba de un cambio en la dirección musical de la banda, la cual dejó completamente de lado los sonidos más oscuros de sus inicios para dar cabida a arreglos electrónicos y pop.
Esto quedó totalmente confirmado tras el lanzamiento de su sexto disco, SHINE, que vio la luz el 23 de julio de 1998. Gracias a sus sonidos más populares el disco ganó nuevos adeptos para la banda, mientras que tuvo un impacto negativo en los seguidores más antiguos a quienes no les gustó la nueva dirección de la banda. Incluso, la canción BREATHE fue utilizada para promocionar en Japón la película de animación Mulán, de Walt Disney Pictures.
Tras algunas presentaciones en vivo, la banda cierra el año 1998 con un concierto de dos días en el Tokyo Dome llamado "IDO PRESENTS LUNA SEA CONCERT TOUR 1998 SHINING BRIGHYLY FINAL END OF PERIOD in TOKYO DOME" realizado el 23 y 24 de diciembre atrayendo a 100.000 personas.
En enero de 1999 realizan su primera gira fuera del país llamada "LUNA SEA FIRST ASIAN TOUR 1999", la cual incluyó Taiwán el 9 de enero (3000 asistentes), Hong Kong el 14 de enero (3800 asistentes, y Shanghái el 17 de enero (2500 personas).

### Separación
Pese a que la banda después de su tour por Asia, cosechó una gran reputación y admiración de muchos fanes fuera de Japón, sus integrantes deciden anunciar su separación indefinida. Como despedida, realizan una serie de presentaciones el cual como punto final se llevó a cabo en Tokyo Dome con el concierto FINAL ACT OF TOKYO DOME. Que se realizó en los días 26 y 27 de diciembre de 2000.
Aunque algunos de sus miembros ya tenían proyectos musicales independientes a la banda, desde ese entonces, (Ryuichi,J, Sugizo e Inoran) enfocan sus esfuerzos en hacer crecer sus carreras en solitario.
Con el paso de los años, algunos integrantes decidieron formar nuevas bandas. ( Inoran junto a Ken Lloyd en Fake? y Sugizo junto a "The Spank Your Juice"). Shinya por su parte, ha sido el único miembro el cual se enfocó en nuevos proyectos ajenos a la música, luego de casarse con la integrante del grupo Morning Musume, Aya Ishiguro,  Shinya ha realizado pequeñas colaboraciones como apoyo en batería junto a varios artistas de la escena japonesa.
Inoran, que logró un gran éxito con Fake?, decide separarse y participar en un nuevo proyecto junto a Ryuichi para formar Tourbillon en 2005. junto al tecladista H.Sayama.
En el año 2004, Sugizo realiza un nuevo proyecto "experimental" junto a un artista en crecimiento llamado Yuna para formar "The Flare" el cual logró tener una muy buena proyección musical, pero que al final terminaría con su separación luego de un único concierto en vivo llamado: THE FLARE FINAL LIVE TOUR 2006 "Living on the Guiding Light".
a principios del año 2007, se confirma la participación de Sugizo para ser miembro de la banda S.K.I.N., el cual contaba con la participación de artistas destacados como: Gackt, Miyavi y Yoshiki. Durante esta "reunión" la banda se presentó en varios show en los EE. UU.

### Regreso a los Escenarios
LUNA SEA a través de una presentación en su sitio web, anunció que se volvería a reunir nuevamente, para tocar en el concierto "God Bless you ~One Night Déjàvu~" en el Tokyo Dome, cuyas entradas costarán 9500¥. Se realizó en una única presentación el 24 de diciembre de 2007.
2010: El reinicio
29 de mayo de 2010 fue el aniversario 21 de Mar de formación de Luna y también el día de la luna llena. [9] Además de su renovación sitio web oficial, un oficial de Twitter y Facebook se pusieron en marcha, así como un canal de YouTube. En cada luna llena después de un nuevo video fue subido a su canal de YouTube. El 25 de agosto, el día de luna llena, se anunció que celebrará una conferencia de prensa urgente el 31 de agosto en Hong Kong, donde una vez anunciado el final de sus actividades en el año 2000. La conferencia de prensa fue transmitida en vivo a través de servicio de streaming de Ustream.tv al mundo. [ 10 ]
Durante la rueda de prensa en Hong Kong la banda confirmó su reunión y anunciaron su gira de conciertos por primera vez en diez años. La gira, denominada "20th Anniversary World Tour Reiniciar" comenzó el 27 de noviembre en Alemania y terminará con una actuación dos días en el Tokyo Dome en diciembre. [11] También dijo que las nuevas canciones fueron escritas.

## Miembros
- Ryuichi Kawamura - Voz
- Sugizo - Guitarra líder y Violín
- Inoran - Guitarra rítmica
- J - Bajo
- Shinya - Batería

## Discografía

### Álbumes de estudio
- Luna Sea (21 de abril de 1991)
- Image (21 de mayo de 1992)
- Eden (21 de abril de 1993)
- Mother (26 de octubre de 1994)
- Style (22 de abril de 1996)
- Shine (23 de julio de 1998)
- Lunacy (12 de julio de 2000)
- A Will (11 de diciembre de 2013)
- LUV (20 de diciembre de 2017)
- CROSS (18 de diciembre de 2019)

### Álbum de versiones
- Singles (17 de diciembre de 1997)
- Period -The Best Selection- (23 de diciembre de 2000)
- Another Side of Singles II (6 de marzo de 2002)
- Slow (23 de marzo de 2005)
- Complete Best (26 de marzo de 2008)
- Complete Best -Asia Limited Edition- (27 de marzo de 2013)
- 25th Anniversary Ultimate Best -The One- (28 de mayo de 2014)

### Álbumes en directo
- Never Sold Out (29 de mayo de 1999)
- Luna Sea 3D in Los Angeles (1 de junio de 2011)
- Never Sold Out 2 (28 de mayo de 2014)

### Sencillos
1. "Believe" (24 de febrero de 1993)
2. "In My Dream (With Shiver)" (21 de julio de 1993)
3. "Rosier" (21 de julio de 1994)
4. "True Blue" (21 de septiembre de 1994)
5. "Mother" (22 de febrero de 1995)
6. "Desire" (13 de noviembre de 1995)
7. "End of Sorrow" (25 de marzo de 1996)
8. "In Silence" (15 de julio de 1996)
9. "Storm" (15 de abril de 1998)
10. "Shine" (3 de junio de 1998)
11. "I For You" (1 de julio de 1998)
12. "Gravity" (29 de marzo de 2000)
13. "Tonight" (17 de mayo de 2000)
14. "Love Song" (8 de noviembre de 2000)
15. "Promise" (4 de abril de 2011, descarga digital de Amazon)
16. "The One -Crash to Create-" (21 de marzo de 2012)
17. "The End of the Dream/Rouge" (12 de diciembre de 2012)
18. "Thoughts" (28 de agosto de 2013)
19. "Ran" (13 de noviembre de 2013)
20. "Limit" (22 de junio de 2016)
21. "Sora no Uta ~Higher and Higher~/Hisōbi"(宇宙の詩 ～Higher and Higher～/悲壮美) (29 de mayo de 2019)
22. "The Beyond" (29 de abril de 2020)